# Елизета Рамос
Елизета Мария де Пайва Рамос (на португалски: Elizeta Maria de Paiva Ramos или Elizeta Ramos, родена в Рио де Жанейро на 29 август 1954) е бразилски прокурор, временно изпълняващ длъжността главен прокурор на Републиката след изтичането на редовния мандат на предишния главен прокурор на Бразилия - Аугусто Арас.
Завършва право в Универсиета „Гама Фильо“ (UGF) през 1977 г. и се присъединява към Федералната прокуратура (MPF) като прокурор на Републиката през 1989 г., работейки в Еспирито Санто и Федералния окръг. През 2009 г. е повишена в главен подпрокурор на Републиката.
През октомври 2019 г. е избрана за главен корежедор на Федералната прокуратура.
Като главен подпрокурор Елизета Рамос е била координатор на разпределението на делата пред Висшия съд, както и координатор на две камари на Главната прокуратура на Републиката за ревизия и контрол: на Първа камара за ревизия и контрол, отговаряща за социалните права и за контрола над административните актове като цяло, и на Седма камара за ревизия и контрол, която наблюдава дейността на полицията и системата на затворите. В качеството си на координатор на Седмата камата Рамос иска обяснения от Федералната пътна полиция за блокадите на пътищата в страната след победата на Лула да Силва на президентските избори през октомври 2022 г.
На 5 септември 2023 г. е избрана на заместник-председател на Висшия съвет на Федералната прокуратура, с което формално е определена да стане временно изпълняващ длъжността главен прокурор на Републиката след изтичането на редовния мандат на тогавашния главен прокурор Аугусто Арас на 26 септември 2023 г. Така на 27 септември 2023 г. Рамос оглавява временно Главната прокуратура на Републиката до 18 декември 2023, когато официално завършва конституционната процедура по избор на нов главен прокурор на Бразилия и в длъжност стъпва новоизбраният главен прокурор Пауло Гонет Бранко